# カスケイド
ライアン・ラッドン（Ryan Raddon、1971年2月25日 -　）は、カスケイド（Kaskade）のアーティスト名で知られるアメリカ・シカゴ出身のDJ、音楽プロデューサー。彼には、妻のナオミ・ラッドン（Naomi Raddon）との間に、3人の娘がいる。
フォーブス発表の世界で最も稼ぐDJランキング「Electronic Cash Kings」において1800万ドル（21億6000万円）を稼ぎ、2015年度の第7位にランキングされた。同ランキングにおいて、2014年度は第8位（1700万ドル）、2013年度は第9位（1900万ドル））に位置するなど、世界を代表するスーパースターDJの1人である。尚、第1位（6600万ドル）は、3年連続でカルヴィン・ハリスが首位を堅持している。

## 生い立ち
アメリカのイリノイ州シカゴで生まれる。フランキー・ナックルズやマーシャル・ジェファーソン、ラルフィ・ロザリオなどに影響を受け、1980年代半ばよりDJ活動をスタート。1990年から2年間の日本滞在を経て、アメリカのユタ大学への進学を機にソルトレイクへ移住し、音楽活動をスタート。大学卒業後、2000年にサンフランシスコへ移住し、本格的に音楽活動に専念する。

## キャリア
サンフランシスコ移住後、アメリカの名門ダンス・レーベル「OM Records」のクリス・スミスと出会い、契約を結ぶ。2001年、カスケイド名義でEP「What I Say」をリリース。そして2003年、初のスタジオ・アルバム「It's You, It's Me」をリリースし、渋谷の外資系レコードショップを中心に、カスケイドが奏でるそのメランコリックで美しいメロディが「お洒落ハウス」「乙女ハウス」などと形容され、クラブピープルたちの支持を獲得することに成功した。
翌2004年、セカンド・アルバム「In the Moment」をリリース。同アルバム収録曲の「Steppin' OUT」が、米ビルボードのホット・ダンス・クラブ・プレイ・チャートの5位を獲得。「Everything」は同チャートの1位を獲得するまでに至り、世界的に大ヒットした。
2006年、「OM Records」からベスト盤「Here & Now」をリリースし、所属レーベルを「Ultra Music」に移籍。同年、移籍後初となるアルバム「Love Mysterious」をリリース。
2008年、「Strobelite Seduction」をリリース。カナダ人のDJ兼プロデューサーのデッドマウスとコラボし、「Move for Me」で、米ビルボードのダンス・エア・プレイ・チャートで見事1位を獲得し、イギリスでも総合チャートでトップ15入りを果たす。
2010年に「Dynasty」、2011年に「Fire & Ice」をリリースするなど、好セールスを維持している。スカイラー・グレイやスクリレックスなどをフィーチャーしたスタジオ・アルバム「Fire & Ice」は、米ビルボードのダンス・アルバム・チャートで自身初となる首位を獲得し、米グラミーの「最優秀ダンス／エレクトロニック・アルバム賞」にノミネートされた。
2012年、マイアミで開催されたウルトラ・ミュージック・フェスティバルではヘッドライナーを務め、世界中を熱狂させ、人気を不動のものとした。翌2013年には、「アメリカで最も優れたDJ」に選出されるなど、アメリカを代表するスーパースターDJのひとりになり、名声も手に入れた。
2013年、8枚目となるスタジオ・アルバム「Atmosphere」をリリースし、世界的に大ヒットし、グラミーにおいて、同アルバムが「最優秀エレクトロニック／ダンス・アルバム賞」に、同名タイトル曲が「最優秀ダンス・レコーディング賞」にそれぞれノミネートされた。
翌2014年には、世界最高峰のダンス・ミュージック・フェスティバル「ULTRA」が初めて日本に上陸し、お台場で「ULTRA JAPAN 2014」が2日間開催され、4万2千人を動員した。カスケイドも登場し、メランコリックでドラマティックなその美しいメロディで、日本の若者たちを陶酔させ、熱狂の渦に巻き込んだ。
2015年9月25日に、ニュー・アルバム「Automatic」がリリースされる。

## ディスコグラフィ

### スタジオ・アルバム
- It's You, It's Me（2003）
- In the Moment（2004）
- The Calm（2006）digital-only release
- Love Mysterious（2006）
- Strobelite Seduction（2008）
- Dynasty（2010）
- Fire & Ice（2011）
- Atmosphere（2013）
- Automatic（2015）
- Kaskade Christmas（2017）

### コンピレーション・アルバム
- Here & Now（2006）ベスト盤
- Bring the Night （2007）リミックス盤
- The Grand（2009）リミックス盤
- dance.love（2010）リミックス盤
- I Remember（2014）ベスト盤

### 代表的なシングル
- "What I Say" (2001)
- "Gonna Make It" (2001)
- "I Feel Like" (2002)
- "It's You, It's Me" (2003)
- "True" (2004)
- "Keep On" (2004)
- "Steppin' Out" (2004)
- "Soundtrack to the Soul" (2004)
- "The Gift" (2004)
- "To Do" (2004)
- "Sweet Love" (2004)
- "Everything" (2005)
- "Safe" (2005)
- "Be Still" (2006)
- "Stars Align" (2006)
- "In This Life" (2007)
- "Sorry" (2007)
- "Sometimes" (2007)
- For the DJ's (Extended Edits E.P.) (2007)
- "4 AM" (2008)
- "Move for Me" (with deadmau5) (2008)
- "I Remember" (with deadmau5) (2008)
- "Angel on My Shoulder" (with Tamra Keenan) (2008)
- "Step One Two" (2008)
- "So Far Away" (with Seamus Haji and Haley Gibby) (2009)
- "Dynasty" (featuring Haley Gibby) (2010)
- "Fire in Your New Shoes" (featuring Martina Sorbara from Dragonette) (2010)
- "Don't Stop Dancing" (with EDX featuring Haley Gibby) (2010)
- "Raining" (with Adam K featuring Sunsun) (2010)
- "Only You" (with ティエスト featuring Haley Gibby) (2011)
- "All You" (2011)
- "All That You Give" (with Mindy Gledhill) (2011)
- "Call Out" (with Mindy Gledhill) (2011)
- "Eyes" (featuring Mindy Gledhill) (2011)
- "Turn It Down" (with Rebecca & Fiona) (2011)
- "Room for Happiness" (featuring スカイラー・グレイ) (2012)
- "All You" (The Cataracs featuring Waka Flocka Flame and Kaskade) (2012)
- "Lick It" (with スクリレックス) (2012)
- "Lessons in Love" (featuring ネオン・トゥリーズ) (2012)
- "Lessons in Love (All Day, All Night)" (with ネオン・トゥリーズ) (2012)
- "Llove" (featuring Haley Gibby) (2012)
- "No One Knows Who We Are" (with Swanky Tunes featuring Lights) (2012)
- "Atmosphere" (2013)
- "Last Chance" (with Project 46) (2013)
- "Ain't Gotta Lie" (featuring deCarl) (2014)
- "Summer Nights" (with The Brocks) (2014)
- "A Little More" (with John Dahlback featuring Sansa) (2014)
- "Never Sleep Alone" (featuring Tess Comrie) (2015)
- "Mercy" (with ギャランティス) (2015)
- "We Don't Stop" (2015)
- "Disarm You" (featuring Ilsey) (2015)